# Tâm lý học phát triển

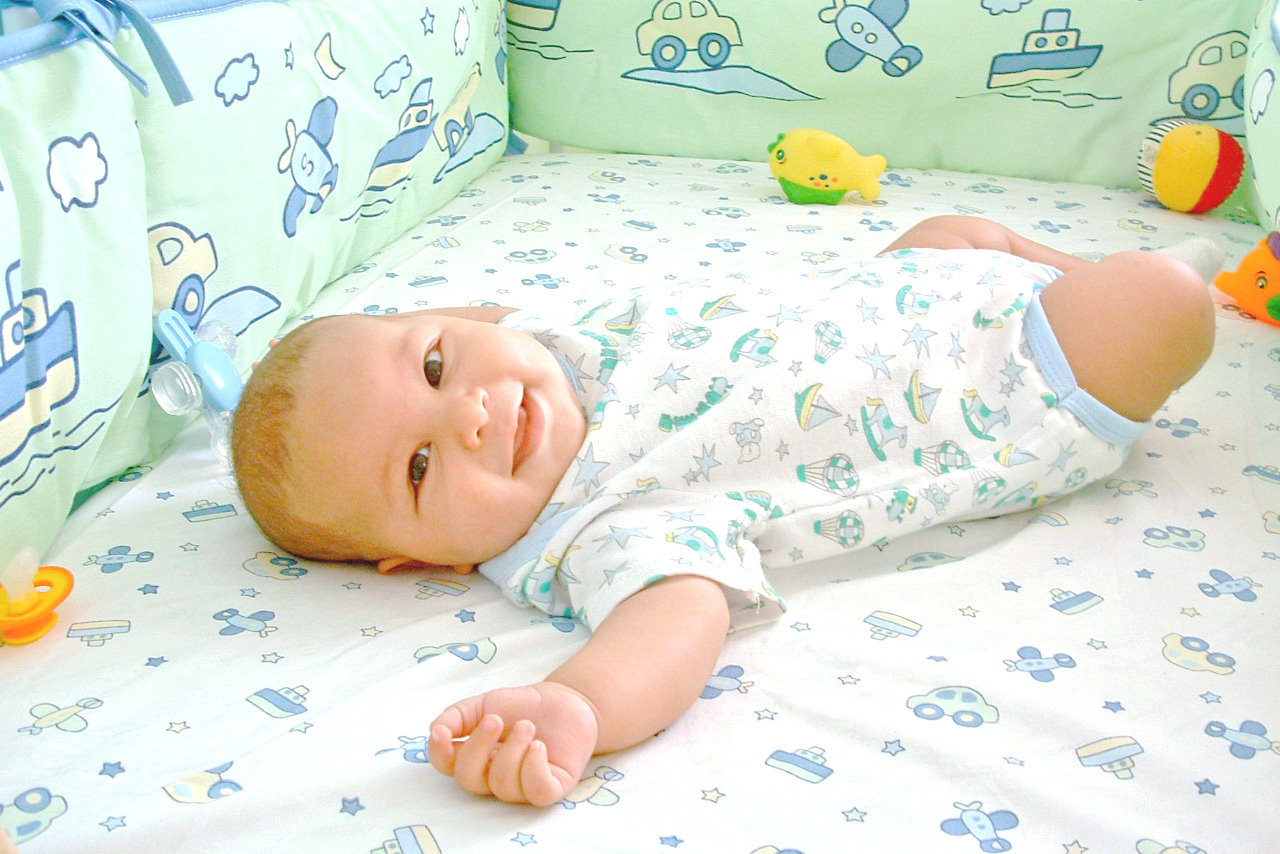
Các phương pháp đặc biệt được sử dụng trong nghiên cứu tâm lý của trẻ sơ sinh.

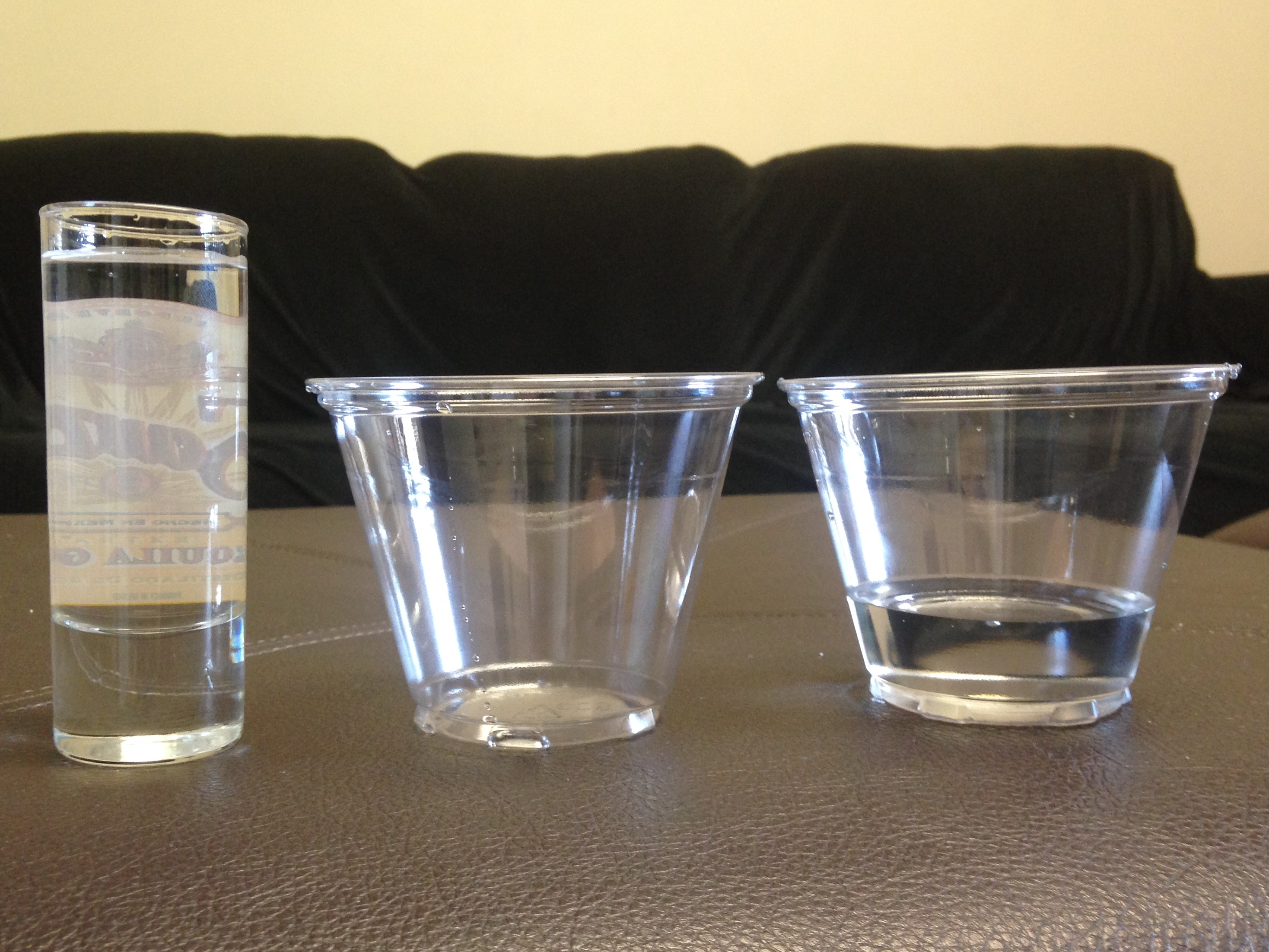
Thử nghiệm của Piaget về Bảo tồn. Một trong những thí nghiệm được sử dụng nhiều cho trẻ em.

Tâm lý học phát triển là nghiên cứu khoa học về cách thức và lý do tại sao con người thay đổi trong suốt cuộc đời của họ. Từ định hướng nghiên cứu ban đầu là trẻ sơ sinh và trẻ em, lĩnh vực này đã mở rộng và bao gồm tuổi vị thành niên, sự phát triển của người lớn, sự lão hóa và toàn bộ tuổi thọ. Các nhà tâm lý học phát triển nhằm giải thích cách suy nghĩ, cảm giác và hành vi thay đổi trong suốt cuộc đời. Lĩnh vực này xem xét sự thay đổi trên ba khía cạnh chính: phát triển thể chất, phát triển nhận thức và phát triển tình cảm xã hội.   Trong ba khía cạnh này là một loạt các chủ đề bao gồm kỹ năng vận động, chức năng điều hành, hiểu biết đạo đức, tiếp thu ngôn ngữ, thay đổi xã hội, nhân cách, phát triển cảm xúc, khái niệm bản thân và hình thành bản sắc.
Tâm lý học phát triển nghiên cứu những ảnh hưởng của tự nhiên và sự nuôi dưỡng lên quá trình phát triển của con người, và các quá trình thay đổi trong bối cảnh theo thời gian. Nhiều nhà nghiên cứu quan tâm đến sự tương tác giữa các đặc điểm cá nhân, hành vi của cá nhân và các yếu tố môi trường, bao gồm bối cảnh xã hội và môi trường xây dựng. Các cuộc tranh luận đang diễn ra liên quan đến tâm lý học phát triển bao gồm chủ nghĩa thiết yếu sinh học so với tính dẻo dai thần kinh và các giai đoạn phát triển so với hệ thống phát triển năng động.
Tâm lý học phát triển liên quan đến nhiều lĩnh vực, chẳng hạn như tâm lý học giáo dục, tâm lý học trẻ em, tâm lý học phát triển pháp y, sự phát triển của trẻ em, tâm lý học nhận thức, tâm lý học sinh thái và tâm lý học văn hóa. Các nhà tâm lý học phát triển có ảnh hưởng từ thế kỷ 20 bao gồm Urie Bronfenbrenner, Erik Erikson, Sigmund Freud, Jean Piaget, Barbara Rogoff, Esther Thelen và Lev Vygotsky.

## Các nhân vật tiền phát triển
Jean-Jacques Rousseau và John B. Watson thường được coi là người cung cấp nền tảng cho tâm lý học phát triển hiện đại.  Vào giữa thế kỷ 18, Jean Jacques Rousseau đã mô tả ba giai đoạn của sự phát triển: trẻ sơ sinh (giai đoạn phôi thai), Puer (thời thơ ấu) và thanh niên trong Emile: Hoặc, về giáo dục . Những ý tưởng của Rousseau đã được các nhà giáo dục thời đó tiếp thu mạnh mẽ.
Tâm lý học phát triển thường tập trung vào việc làm thế nào và tại sao những thay đổi nhất định (nhận thức, xã hội, trí tuệ, nhân cách) trong cuộc đời con người xảy ra theo thời gian. Có rất nhiều nhà lý thuyết đã đóng góp sâu sắc vào lĩnh vực tâm lý học này. Một trong số đó, Erik Erikson đã phát triển mô hình tám giai đoạn phát triển tâm lý. Ông tin rằng con người phát triển theo từng giai đoạn trong suốt cuộc đời và điều này sẽ ảnh hưởng đến hành vi của họ. 
Vào cuối thế kỷ 19, các nhà tâm lý học quen thuộc với thuyết tiến hóa của Darwin bắt đầu tìm kiếm một mô tả tiến hóa về sự phát triển tâm lý;  nổi bật ở đây là nhà tâm lý học tiên phong G. Stanley Hall,  người đã cố gắng tương quan tuổi thơ với các thời đại trước của loài người. James Mark Baldwin, người đã viết các bài luận về các chủ đề bao gồm Imitation: A Chapter in the Natural History of Consciousness and Mental Development in the Child and the Race: Methods and Processes, đã tham gia rất nhiều vào lý thuyết tâm lý học phát triển.  Sigmund Freud, người có khái niệm phát triển, ảnh hưởng đáng kể đến nhận thức của công chúng. 

## Các lý thuyết

### Phát triển tâm sinh lý
Sigmund Freud tin rằng mọi người đều có mức độ nhận thức có ý thức, có ý thức và vô thức. Trong ý thức, người ta nhận thức được quá trình tinh thần của họ. Tiền thức liên quan đến thông tin, mặc dù hiện tại không có trong suy nghĩ của chúng ta, có thể được đưa vào ý thức. Cuối cùng, vô thức bao gồm các quá trình tâm thần mà một người không nhận thức được.
Ông tin rằng có sự căng thẳng giữa ý thức và vô thức bởi vì ý thức cố gắng kìm hãm những gì mà vô thức cố gắng thể hiện. Để giải thích điều này, ông đã phát triển ba cấu trúc nhân cách: cái tôi, cái tôi và siêu tôi. Id, nguyên thủy nhất trong ba, hoạt động theo nguyên tắc khoái cảm: tìm kiếm niềm vui và tránh đau đớn.  Siêu nhân đóng vai trò quan trọng và đạo đức; và bản ngã là phần có tổ chức, thực tế làm trung gian giữa những ham muốn của cái tôi và cái siêu tôi. 
Dựa trên điều này, ông đã đề xuất năm giai đoạn phát triển phổ quát, mỗi giai đoạn được đặc trưng bởi vùng xói mòn vốn là nguồn năng lượng tâm lý của trẻ. Đầu tiên là giai đoạn răng miệng, diễn ra từ khi trẻ sơ sinh đến 12 tháng tuổi. Trong giai đoạn miệng, "ham muốn tình dục tập trung vào miệng trẻ". Trẻ khi đó có thể bú được. Thứ hai là giai đoạn hậu môn, từ một đến ba tuổi. Trong giai đoạn hậu môn, trẻ đi đại tiện ra khỏi hậu môn và thường rất thích thú với việc mình đi đại tiện. Thứ ba là giai đoạn thực thể, xảy ra từ ba đến năm tuổi (hầu hết nhân cách của một người hình thành ở độ tuổi này). Trong giai đoạn phallic, đứa trẻ nhận thức được các cơ quan sinh dục của chúng. Thứ tư là giai đoạn tiềm ẩn, xảy ra từ năm tuổi cho đến khi dậy thì. Trong giai đoạn tiềm ẩn, sở thích tình dục của trẻ bị kìm nén. Giai đoạn năm là giai đoạn sinh dục, diễn ra từ tuổi dậy thì cho đến khi trưởng thành. Trong giai đoạn sinh dục, dậy thì bắt đầu xảy ra. 

### Các lý thuyết về phát triển nhận thức
Jean Piaget, một nhà lý thuyết người Thụy Sĩ, cho rằng trẻ em học bằng cách tích cực xây dựng kiến thức thông qua kinh nghiệm thực hành.  Ông gợi ý rằng vai trò của người lớn trong việc giúp trẻ học là cung cấp các tài liệu thích hợp mà trẻ có thể tương tác và sử dụng để xây dựng. Ông sử dụng cách đặt câu hỏi theo kiểu Socrate để khiến trẻ em suy ngẫm về những gì chúng đang làm, và ông cố gắng để chúng thấy những mâu thuẫn trong cách giải thích của chúng.
Piaget tin rằng sự phát triển trí tuệ diễn ra qua một loạt các giai đoạn, mà ông đã mô tả trong lý thuyết của mình về sự phát triển nhận thức. Mỗi giai đoạn bao gồm các bước mà trẻ phải nắm vững trước khi chuyển sang bước tiếp theo. Ông tin rằng các giai đoạn này không tách rời nhau, mà mỗi giai đoạn được xây dựng dựa trên giai đoạn trước trong một quá trình học hỏi liên tục. Ông đề xuất bốn giai đoạn: cảm biến, trước khi vận hành, vận hành cụ thể và vận hành chính thức . Mặc dù ông không tin rằng những giai đoạn này xảy ra ở bất kỳ độ tuổi nào, nhưng nhiều nghiên cứu đã xác định khi nào những khả năng nhận thức này sẽ diễn ra. 

### Các giai đoạn phát triển đạo đức
Piaget tuyên bố rằng logic và đạo đức phát triển qua các giai đoạn xây dựng.  Mở rộng công trình của Piaget, Lawrence Kohlberg xác định rằng quá trình phát triển đạo đức chủ yếu quan tâm đến công lý và nó tiếp tục trong suốt cuộc đời của cá nhân. 
Ông gợi ý ba cấp độ lý luận đạo đức; lý luận đạo đức trước quy ước, lý luận đạo đức thông thường và lý luận đạo đức hậu quy ước. Lý luận đạo đức trước truyền thống là điển hình của trẻ em và được đặc trưng bởi lý luận dựa trên phần thưởng và hình phạt gắn với các quá trình hành động khác nhau. Lý trí đạo đức thông thường xuất hiện trong giai đoạn cuối thời thơ ấu và đầu tuổi vị thành niên và được đặc trưng bởi lý luận dựa trên các quy tắc và quy ước của xã hội. Cuối cùng, lý luận đạo đức hậu thông thường là một giai đoạn mà trong đó cá nhân coi các quy tắc và quy ước của xã hội là tương đối và chủ quan, chứ không phải là thẩm quyền. 
Kohlberg đã sử dụng Thế lưỡng nan Heinz để áp dụng cho các giai đoạn phát triển đạo đức của mình. Tình huống khó xử của Heinz liên quan đến việc vợ của Heinz chết vì bệnh ung thư và Heinz gặp tình huống khó xử để cứu vợ bằng cách ăn cắp một loại thuốc. Đạo đức thông thường, đạo đức thông thường và đạo đức hậu thông thường áp dụng cho hoàn cảnh của Heinz. 

### Các giai đoạn phát triển tâm lý xã hội
Nhà tâm lý học người Mỹ gốc Đức Erik Erikson và người cộng tác và vợ của ông, Joan Erikson, đã khái niệm hóa tám giai đoạn phát triển tâm lý xã hội mà họ cho rằng những người khỏe mạnh sẽ trải qua khi họ phát triển từ khi còn nhỏ đến khi trưởng thành.  Ở mỗi giai đoạn, người đó phải giải quyết một thách thức, hoặc một tình huống khó xử hiện sinh. Giải quyết thành công tình huống tiến thoái lưỡng nan dẫn đến việc người đó có đức tính tích cực, nhưng không giải quyết được thách thức cơ bản của giai đoạn đó sẽ củng cố nhận thức tiêu cực về con người hoặc thế giới xung quanh và sự phát triển cá nhân của người đó không thể tiến triển. Giai đoạn đầu tiên, "Tin cậy vs. Nghi ngờ”, diễn ra trong giai đoạn phôi thai. Đức tính tích cực cho giai đoạn đầu tiên là hy vọng, ở trẻ sơ sinh học được ai là người có thể tin tưởng và hy vọng vào một nhóm người hỗ trợ ở đó cho trẻ. Giai đoạn thứ hai là “Độc lập vs. Xấu hổ và nghi ngại ”với đức tính tích cực là ý chí. Điều này diễn ra trong thời thơ ấu khi đứa trẻ học cách trở nên độc lập hơn bằng cách khám phá những khả năng của chúng, trong khi nếu đứa trẻ bị kiểm soát quá mức, cảm giác thiếu thốn được củng cố, có thể dẫn đến lòng tự trọng và nghi ngờ. Giai đoạn thứ ba là “Khởi động vs. Tội lỗi ”. Đức tính cần đạt được là ý thức về mục đích. Điều này diễn ra chủ yếu thông qua chơi. Đây là giai đoạn mà đứa trẻ sẽ tò mò và có nhiều tương tác với những đứa trẻ khác. Họ sẽ hỏi nhiều câu hỏi khi sự tò mò của họ tăng lên. Nếu có quá nhiều cảm giác tội lỗi, đứa trẻ có thể có thời gian tương tác chậm hơn và khó khăn hơn với thế giới của chúng và những đứa trẻ khác trong đó. Giai đoạn thứ tư là “Ngành (năng lực) vs. Tự ti ”. Đức tính tốt cho giai đoạn này là năng lực và là kết quả của những trải nghiệm ban đầu của trẻ ở trường. Giai đoạn này là lúc đứa trẻ sẽ cố gắng giành được sự đồng tình của người khác và hiểu được giá trị của những thành quả mình đạt được. Giai đoạn thứ năm là “Bản sắc vs. Nhầm lẫn về vai trò ”. Đức tính có được là sự chung thủy và nó diễn ra ở tuổi thiếu niên. Đây là lúc đứa trẻ bắt đầu xác định vị trí của chúng trong xã hội một cách lý tưởng, đặc biệt là về vai trò giới của chúng. Giai đoạn thứ sáu là “Gần gũi vs. Cô lập ”, xảy ra ở những người trẻ tuổi và đức tính có được là tình yêu thương. Đây là khi người đó bắt đầu chia sẻ cuộc sống của mình với người khác một cách thân mật và tình cảm. Không làm như vậy có thể củng cố cảm giác bị cô lập. Giai đoạn thứ bảy là “Phát triên chung vs. Sự đình trệ ”. Điều này xảy ra ở tuổi trưởng thành và đức tính có được là sự quan tâm. Một người trở nên ổn định và bắt đầu trả ơn bằng cách nuôi dưỡng gia đình và tham gia vào cộng đồng. Giai đoạn thứ tám là “Hợp nhất cái tôi vs. Tuyệt vọng ”. Khi một người già đi, họ nhìn lại cuộc đời và chiêm nghiệm những thành công và thất bại của mình. Nếu họ giải quyết điều này một cách tích cực thì đức tính khôn ngoan sẽ đạt được. Đây cũng là giai đoạn mà người ta có thể có được cảm giác khép mình và chấp nhận cái chết mà không hối hận hay sợ hãi. 

### Các giai đoạn dựa trên mô hình phân cấp độ phức tạp
Michael Commons đã nâng cao và đơn giản hóa lý thuyết phát triển của Bärbel Inhelder và Piaget, đồng thời đưa ra một phương pháp tiêu chuẩn để kiểm tra mô hình phát triển phổ quát. Mô hình Độ phức tạp Thứ bậc (MHC) không dựa trên việc đánh giá thông tin theo miền cụ thể, Nó phân chia Thứ tự phân cấp Độ phức tạp  của các nhiệm vụ cần giải quyết từ việc thực hiện Giai đoạn trên các nhiệm vụ đó. Một giai đoạn là mức độ phức tạp phân cấp thứ tự của các nhiệm vụ mà người tham gia giải quyết thành công. Ông đã mở rộng tám giai đoạn ban đầu của Piaget (tính nửa giai đoạn) thành mười lăm giai đoạn. Các giai đoạn là: 0 Tính toán; 1 Cảm giác & Động cơ; 2 Vòng cảm giác-vận động; 3 Cảm giác-động cơ; 4 Danh nghĩa; 5 Thông điệp; 6 Tiền hợp tác; 7 Sơ cấp; 8 Bê tông; 9 Tóm tắt; 10 Trang trọng; 11 Có hệ thống; 12 Siêu phân sinh; 13 Mô hình; 14 Chéo qua lối tư duy; 15 Siêu chéo qua lối tư duy. Thứ tự phân cấp độ phức tạp của các nhiệm vụ dự đoán mức độ khó của hiệu suất với R nằm trong khoảng từ 0,9 đến 0,98.
Trong MHC, có ba tiên đề chính cho một đơn đặt hàng đáp ứng để nhiệm vụ cấp cao hơn phối hợp nhiệm vụ cấp dưới tiếp theo. Tiên đề là các quy tắc được tuân theo để xác định cách MHC sắp xếp các hành động để tạo thành một hệ thống phân cấp. Các tiên đề này là: a) được định nghĩa theo các nhiệm vụ ở bậc thấp hơn tiếp theo của hành động nhiệm vụ phức tạp phân cấp; b) được định nghĩa là hành động nhiệm vụ thứ tự cao hơn tổ chức hai hoặc nhiều hành động ít phức tạp hơn; nghĩa là, hành động phức tạp hơn chỉ định cách thức kết hợp các hành động ít phức tạp hơn; c) được định nghĩa là các hành động nhiệm vụ bậc dưới phải được thực hiện không tùy tiện.

### Lý thuyết hệ thống sinh thái
Lý thuyết hệ thống sinh thái, do Urie Bronfenbrenner xây dựng ban đầu, chỉ rõ bốn loại hệ thống môi trường lồng nhau, với ảnh hưởng hai chiều bên trong và giữa các hệ thống. Bốn hệ thống là hệ thống vi mô, hệ thống trung gian, hệ thống ngoại vi và hệ thống vĩ mô. Mỗi hệ thống chứa đựng các vai trò, chuẩn mực và quy tắc có thể định hình mạnh mẽ sự phát triển. Hệ thống vi mô là môi trường trực tiếp trong cuộc sống của chúng ta như nhà riêng và trường học. Hệ thống lưới là cách các mối quan hệ kết nối với hệ thống vi mô. Hệ sinh thái là một hệ thống xã hội lớn hơn mà đứa trẻ không đóng vai trò gì. Hệ thống vĩ mô đề cập đến các giá trị văn hóa, phong tục và quy luật của xã hội. 
Hệ thống vi mô là môi trường xung quanh và ảnh hưởng trực tiếp đến cá nhân (ví dụ: trường học hoặc môi trường gia đình). Hệ thống trung gian là sự kết hợp của hai hệ thống vi mô và cách chúng ảnh hưởng lẫn nhau (ví dụ: quan hệ anh chị em ở nhà so với quan hệ đồng đẳng ở trường). Hệ sinh thái là sự tương tác giữa hai hoặc nhiều cơ sở được liên kết gián tiếp (ví dụ: công việc của một người cha đòi hỏi nhiều thời gian hơn sẽ ảnh hưởng đến kết quả học tập của con gái anh ta ở trường vì anh ta không còn có thể giúp cô làm bài tập về nhà). Hệ thống vĩ mô rộng hơn có tính đến tình trạng kinh tế xã hội, văn hóa, tín ngưỡng, phong tục tập quán và đạo đức (ví dụ: một đứa trẻ từ một gia đình giàu có hơn coi bạn bè từ một gia đình ít giàu hơn là thấp hơn vì lý do đó). Cuối cùng, hệ thống niên đại đề cập đến bản chất thời gian của các sự kiện trong cuộc sống và cách chúng tương tác và thay đổi cá nhân và hoàn cảnh của họ thông qua quá trình chuyển đổi (ví dụ: một người mẹ mất mẹ vì bệnh tật và không còn sự hỗ trợ đó trong cuộc sống của mình). 
Kể từ khi được xuất bản vào năm 1979, tuyên bố chính của Bronfenbrenner về lý thuyết này, Hệ sinh thái phát triển con người  đã có ảnh hưởng rộng rãi đến cách các nhà tâm lý học và những người khác tiếp cận nghiên cứu con người và môi trường của họ. Kết quả của sự hình thành khái niệm về sự phát triển này, những môi trường này — từ gia đình đến các cấu trúc kinh tế và chính trị — đã được xem như một phần của quá trình sống từ thời thơ ấu đến khi trưởng thành. 

### Khu vực phát triển gần
Lev Vygotsky là một nhà lý thuyết người Nga từ thời Xô Viết, người đã cho rằng trẻ em học thông qua kinh nghiệm thực hành và tương tác xã hội với các thành viên trong nền văn hóa của chúng.  Không giống như Piaget, ông tuyên bố rằng sự can thiệp kịp thời và nhạy bén của người lớn khi một đứa trẻ đang chuẩn bị học một nhiệm vụ mới (được gọi là "vùng phát triển gần") có thể giúp trẻ học các nhiệm vụ mới. Vai trò người lớn này thường được gọi là "bậc thầy" lành nghề, trong khi đứa trẻ được coi là người học việc học tập thông qua một quá trình giáo dục thường được gọi là " học việc nhận thức " Martin Hill đã nói rằng "Thế giới thực tế không áp dụng cho tâm trí của một đứa trẻ. . " Kỹ thuật này được gọi là "giàn giáo", bởi vì nó được xây dựng dựa trên kiến thức mà trẻ em đã có với kiến thức mới mà người lớn có thể giúp trẻ học.  Vygotsky đã tập trung mạnh mẽ vào vai trò của văn hóa trong việc xác định mô hình phát triển của trẻ, cho rằng sự phát triển chuyển từ cấp độ xã hội sang cấp độ cá nhân.  Nói cách khác, Vygotsky cho rằng tâm lý học nên tập trung vào sự tiến bộ của ý thức con người thông qua mối quan hệ của một cá nhân và môi trường của họ.  Ông cảm thấy rằng nếu các học giả tiếp tục coi thường mối liên hệ này, thì sự coi thường này sẽ kìm hãm sự hiểu biết đầy đủ của ý thức con người. 

## Các lý thuyết và lý thuyết gia
Các lý thuyết về phát triển theo giai đoạn
- John Bowlby, Harry Harlow, Mary Ainsworth: thuộc dòng lý thuyết gắn bó
- Urie Bronfenbrenner: dòng lý thuyết về sinh thái xã hội trong phát triển tâm lý người
- Jerome Bruner: Nhận thức (chủ nghĩa cấu trúc); thuyết học tập/mô tả cấu trúc thực tại
- Erik Erikson: các giai đoạn phát triển tâm lý-xã hội
- Sigmund Freud: các giai đoạn phát triển tâm-tính dục
- Jerome Kagan: người tiên phong trong tâm lý học phát triển
- Jean Matter Mandler: lý thuyết phát triển sớm về quá trình tư duy tiền khái niệm
- Lawrence Kohlberg: các giai đoạn phát triển đạo đức
- Jean Piaget: lý thuyết về phát triển nhận thức, nhận thức luận bẩm sinh
- Lev Vygotsky: thuyết tạo sinh xã hội, các vùng phát triển gần nhất
- Reuven Feuerstein: lý thuyết về điều chỉnh cấu trúc nhận thức
- Judith Rich Harris: Mẫu thức phát triển xã hội
- Eleanor Gibson: tâm sinh thái học
- Robert Kegan: phát triển ở tuổi thành niên
- Watson, Skinner, Bandura: thuyết hành vi và thuyết học tập xã hội